# Una mamma per amica
Una mamma per amica (Gilmore Girls) è una serie televisiva statunitense, ideata da Amy Sherman-Palladino, con protagoniste Lauren Graham e Alexis Bledel.
La produzione consiste in 153 episodi suddivisi in sette stagioni, trasmesse tra il 2000 e il 2007 (le prime sei sulla rete The WB, e l'ultima su The CW, rete nata dopo la fusione di The WB con UPN).
Ambientata nell'immaginaria cittadina di Stars Hollow (Connecticut), racconta le vicende di Lorelai e Rory Gilmore, madre e figlia unite da un legame molto profondo. Ha ricevuto consensi per i suoi dialoghi (originali, brillanti, scanzonati, ricchi di intelligenza e humor mai banale), per i temi trattati (le relazioni familiari, l'amicizia, l'amore, il passaggio dall'adolescenza all'età adulta, la distanza generazionale) e per le performance degli attori che compongono il cast. Per questi motivi la serie ha ricevuto diversi premi e nomination, venendo inserita nella lista dei 100 migliori telefilm della rivista Time nel 2007.
La serie, inoltre, viene mandata in replica su Twentyseven e su Italia 1.
Un sequel di quattro episodi, dal titolo Una mamma per amica - Di nuovo insieme, è stato distribuito il 25 novembre 2016 da Netflix, su cui, dal 1º luglio precedente, erano state già rese disponibili le sette stagioni della serie originale.

## Trama
La serie è incentrata sulle vicende di Lorelai Gilmore e della figlia Rory (avuta quando aveva solo 16 anni), sul loro rapporto madre-figlia basato sull'amicizia e su una profonda complicità. Attorno a loro si svolge la vita della piccola cittadina di Stars Hollow con i suoi abitanti: lo scorbutico ristoratore Luke, il tuttofare Kirk, il sindaco e proprietario del negozio di alimentari Taylor Doose, la migliore amica di Rory, Lane, alle prese con la severa madre, e le ficcanaso Patty e Babette. Completano il quadro i ricchi genitori di Lorelai, in costante conflitto con lei, i ragazzi di Rory (Dean, Jess e Logan) e l’amica-nemica di Rory, Paris.

## Episodi
| Stagione         | Episodi | Prima TV originale | Prima TV italiana |
| ---------------- | ------- | ------------------ | ----------------- |
| Prima stagione   | 21      | 2000-2001          | 2002              |
| Seconda stagione | 22      | 2001-2002          | 2002              |
| Terza stagione   | 22      | 2002-2003          | 2003              |
| Quarta stagione  | 22      | 2003-2004          | 2004-2005         |
| Quinta stagione  | 22      | 2004-2005          | 2005              |
| Sesta stagione   | 22      | 2005-2006          | 2006              |
| Settima stagione | 22      | 2006-2007          | 2007-2008         |

## Personaggi e interpreti
- Lorelai Gilmore (stagioni 1-7), interpretata da Lauren Graham, doppiata da Giuppy Izzo.
- Rory Gilmore (stagioni 1-7), interpretata da Alexis Bledel, doppiata da Myriam Catania, Federica De Bortoli (voce temporanea dall'ep. 6x03 al 6x14).
- Luke Danes (stagioni 1-7), interpretato da Scott Patterson, doppiato da Stefano Benassi.
- Sookie St. James (stagioni 1-7), interpretata da Melissa McCarthy, doppiata da Eliana Lupo.
- Emily Gilmore (stagioni 1-7), interpretata da Kelly Bishop, doppiata da Graziella Polesinanti.
- Richard Gilmore (stagioni 1-7), interpretato da Edward Herrmann, doppiato da Eugenio Marinelli.
- Lane Kim (stagioni 1-7), interpretata da Keiko Agena, doppiata da Domitilla D'Amico.
- Michel Gerard (stagioni 1-7), interpretato da Yanic Truesdale, doppiato da Luigi Ferraro.
- Paris Geller (stagioni 2-7; ricorrente stagione 1), interpretata da Liza Weil, doppiata da Claudia Pittelli (stagione 1-5) e Perla Liberatori (stagione 6-7).
- Dean Forester (stagioni 2-3, ricorrente stagioni 1, 4-5), interpretato da Jared Padalecki, doppiato da David Chevalier.
- Jess Mariano (stagioni 2-3, ricorrente stagione 4; guest stagione 6), interpretato da Milo Ventimiglia, doppiato da Francesco Pezzulli (episodi 2.21-22), Massimiliano Alto (stagione 2-3) e Alessandro Tiberi (stagione 4-7).
- Kirk Gleason (stagioni 3-7; ricorrente stagioni 1-2), interpretato da Sean Gunn, doppiato da Carlo Scipioni.
- Jason Stiles (stagione 4), interpretato da Chris Eigeman, doppiato da Fabrizio Pucci.
- Logan Huntzberger (stagioni 6-7; ricorrente stagione 5), interpretato da Matt Czuchry, doppiato da Marco Vivio.

## Produzione
Una mamma per amica è una serie ideata da Amy Sherman-Palladino, la quale ha ricoperto, dall'inizio della serie fino al termine della sesta stagione, il ruolo di principale di produttore esecutivo insieme al marito Daniel Palladino. Al termine della sesta stagione, la coppia, a causa di dissidi con il nuovo network The CW, aveva tuttavia abbandonato la produzione; la settima, per molti anni rimasta l'ultima stagione prodotta, fu infatti curata da David S. Rosenthal, già autore e co-produttore della serie. Inizialmente, i motivi che portarono la creatrice ad abbandonare la serie non furono chiariti nel dettaglio, ma nel giugno 2012, durante un'intervista per promuovere il suo nuovo show Bunheads, la Palladino ebbe occasione di dichiarare:
Segno distintivo di Una mamma per amica sono i dialoghi molto veloci e serrati tra i personaggi, soprattutto tra Lorelai e Rory, e i continui riferimenti alla cultura pop, alla musica e a film più o meno famosi; questo tipo di humour, molto particolare, ha procurato molti consensi alla serie. Proprio per lo humour basato anche su personaggi eccentrici, questo telefilm viene spesso paragonato a un'altra fortunata serie statunitense trasmessa in Italia con il nome di Un medico tra gli orsi (titolo originario Northern Exposure); un'altra somiglianza si riscontra nell'intenso uso di musica contemporanea per ambientare le serie. Il copione di ogni puntata è di 80 pagine anziché le 50-55 degli altri telefilm proprio a causa dei veloci dialoghi che divengono quindi numerosi.

### Musiche
La musica svolge un doppio ruolo: da una parte, in qualità di colonna sonora “pura”, commenta nel più classico dei modi i momenti salienti di ciascun episodio. Dall'altro, viene indicato come uno dei temi fondamentali nella vita di una persona: quasi tutti i personaggi finiscono in qualche modo per esprimere le loro preferenze musicali. A Lorelai piace la musica anni Ottanta come le Bangles, mentre Rory e Lane hanno gusti più vari. Jackson ha una passione per i Creedence Clearwater Revival. Le Bangles appaiono durante la prima serie mentre The Shins fanno un'apparizione nella quarta serie. Il chitarrista del gruppo di Lane, Gill, è Sebastian Bach, l'ex cantante degli Skid Row.
La colonna sonora originale della serie, un interessante e preciso intreccio di voce, chitarra e violino è composta ed eseguita da Sam Phillips, che tra l'altro compare (insieme al suo violinista) nell'ultima puntata della sesta serie (6x22) come musicista di strada accorsa a suonare nel centro di Stars Hollow dopo che il menestrello ufficiale si assenta per un'esibizione in trasferta.
La sigla del telefilm è eseguita da Carole King e Louise Goffin. Where you Lead descrive la forte relazione madre-figlia, cioè il tema portante del telefilm. Carole King appare anche nel telefilm come la proprietaria del negozio di musica di Stars Hollow. Nel 2002 è stato pubblicato dalla Rhino Records un CD intitolato Our Little Corner of the World: Music from Gilmore Girls. Il disco si compone di 24 pezzi ed è stato accolto da critiche entusiastiche.

### Riprese
Le scene esterne sono state girate negli studi della Warner, in particolare nella sede chiamata Midwest Street costruita nel 1943 per il film Saratoga, in cui è protagonista Gary Cooper. La piazza della città è la stessa del telefilm Hazzard. Lo stesso set è stato inoltre usato per il film Norbit, uscito in Italia nel 2007 e per il telefilm del 1985 Genitori in blue jeans.

### Cancellazione e sequel
La settima stagione, segnata dall'abbandono dei due creatori, fu trasmessa negli Stati Uniti dal settembre 2006 al maggio 2007 dall'emittente The CW. Nel corso della stagione si susseguirono conferme e smentite a proposito di un'ottava stagione, eventualmente di 13 episodi invece dei canonici 22, fino al 4 maggio 2007, quando l'emittente dichiarò che la serie non era stata riconfermata per l'anno successivo. Anche l'ipotesi di un'ottava stagione abbreviata, per concludere degnamente la serie, fu infatti accantonata anche a causa di problemi legati al rinnovo contrattuale e al relativo aumento di ingaggio di Alexis Bledel e Lauren Graham, nel frattempo divenuta anche produttrice della serie.
Dopo il finale di serie trasmesso nel 2007, che non soddisfò completamente i fan, sia l'autrice originale che i membri del cast parlarono più volte di un possibile sequel della serie. Il 6 giugno 2015 tutti i membri del cast, a eccezione di Edward Herrmann, morto il 31 dicembre 2014, e gli autori, si ritrovano in una "reunion", nella quale vari componenti del cast ipotizzano sia una nuova reunion che un sequel.
Il 19 ottobre 2015 viene annunciato un accordo tra la piattaforma Netflix e la Warner Bros. per la produzione di un sequel diviso in quattro parti di circa 90 minuti ciascuna, non escludendo la produzione di nuove stagioni o la trasformazione dei quattro film/episodi in una miniserie da otto puntate. Il progetto, curato dagli autori originari Amy Sherman-Palladino e Daniel Palladino, riceve il via libera definitivo il 29 gennaio 2016, quando per il revival viene scelto il titolo provvisorio Gilmore Girls: Seasons; ogni episodio è infatti ambientato in una stagione dell'anno, a partire dall'inverno. Nel seguente mese di maggio il sottotitolo fu cambiato in A Year in the Life.
Oltre a Lauren Graham e Alexis Bledel, riprendono i loro ruoli molti dei membri del cast principale e secondario della serie, tra cui Scott Patterson, Kelly Bishop, Melissa McCarthy, Sean Gun, Keiko Agena, Yanic Truesdale, David Sutcliffe, Tanc Sade, Aris Alvarado, Mike Gandolfi, Rose Abdoo, Liza Weil, Matt Czuchry, Milo Ventimiglia, Jared Padalecki, Sally Struthers, Michael Winters, Liz Torres, Carole King, Grant Lee Phillips, Emily Kuroda, Danny Strong, Vanessa Marano, Ted Rooney, Jackson Douglas e Gregg Henry, mentre tra le nuove aggiunte figura Sutton Foster. Le riprese sono state organizzate a Los Angeles tra i mesi di febbraio e giugno 2016.
Il progetto è stato distribuito il 25 novembre 2016 col titolo Una mamma per amica - Di nuovo insieme.

## Distribuzione
Il primo episodio debuttò il 5 ottobre 2000 sul canale The WB, che mandò in onda le prime sei stagioni, mentre l'ultimo della settima stagione fu trasmesso il 15 maggio 2007 su The CW. L'ottava stagione venne distribuita a partire dal 25 novembre 2016 sulla piattaforma Netflix.
In Italia le prime due stagioni sono state trasmesse per la prima volta nel 2002 da Canale 5, che nell'estate del 2003 mandò in onda anche la terza stagione. Durante la quarta stagione, nell'autunno/inverno seguente, la messa in onda si spostò da Canale 5 a Italia 1, che trasmise il finale della settima stagione il 23 marzo 2008. L'edizione italiana è curata da Letizia Pini per Mediaset; il doppiaggio è stato eseguito da Pumaisdue, sotto la direzione di Barbara Castracane e Giuppy Izzo.

## Accoglienza

### Accoglienza negli Stati Uniti
La serie ha ricevuto vari premi e nomination tra cui: un Emmy Award per il miglior trucco, un premio come miglior serie televisiva dall'American Film Institute, due Viewers for Quality Television Awards, un Family Television Award per la miglior nuova serie televisiva e uno Young Artist Award come miglior serie. Anche gli attori sono stati elogiati per le loro interpretazioni, in particolare Lauren Graham ha ricevuto una nomination ai Golden Globe, due nomination agli Screen Actors Guild Awards, vinto uno Young Artist Award e un Family Television Award. Sul sito di recensioni IMDb la serie riceve una votazione di 8.1/10.
Anche la risposta di pubblico è stata buona nel corso delle varie stagioni: sebbene all'inizio della programmazione in USA gli ascolti non siano stati dei più promettenti, ben presto l'audience ha superato quello dei serial televisivi Settimo Cielo e Streghe trasformando Una mamma per amica in uno dei programmi più visti di sempre sul canale The WB nonché il telefilm più seguito nel primo anno di trasmissione di The CW (erede di The WB nella trasmissione delle serie). La serie subisce un importante calo di ascolti proprio nella settima e ultima stagione.

### Accoglienza in Italia
In Italia la serie ha ottenuto un ottimo riscontro di pubblico: trasmessa inizialmente nel 2002 come rimedio alla mancanza di novità e programmi durante i mesi di giugno e luglio, Gilmore Girls ha ben presto attratto pubblico, nonostante andasse in onda in un periodo difficile come quello estivo. I telespettatori sono quindi aumentati, arrivando anche a cifre importanti come 3 milioni di spettatori nella fascia access prime time. Dopo essere stato promosso in prima serata su Italia 1, il telefilm mantiene buoni ascolti rientrando spesso nella lista dei 10 programmi più visti.. Eccellente è infatti il risultato ottenuto con i primi episodi della sesta stagione che mantengono una media di oltre 3 300 000 spettatori arrivando con il terzo episodio a uno share superiore al 22%, con un dato di oltre il 25% nel target commerciale; il successo della sesta stagione in prima serata viene confermato anche con gli episodi successivi. Tuttavia anche in Italia la serie subisce un calo di ascolti nella settima stagione. A ulteriore dimostrazione dell'apprezzamento di Una mamma per amica vi è il fatto che il telefilm è uno dei più replicati: le varie stagioni sono state mandate in onda in replica in diversi momenti della giornata (di prima mattina, in tarda mattinata, di pomeriggio e alla sera) su Italia 1, TwentySeven e La 5 anche a pochi mesi di distanza.

## Riconoscimenti
- Emmy Awards
  - 2004 – Premio per il miglior trucco in una serie drammatica, per l'episodio La ragazza di Renoir (4x07)[38]
- Golden Globe
  - 2002 – Candidatura come miglior attrice in una serie drammatica a Lauren Graham[39]

## Citazioni nella cultura di massa
Una mamma per amica è stato citata spesso in altre serie televisive:
- In un episodio de I Griffin una parodia di Lorelai e Rory mostra loro che parlano velocemente come fanno realmente nella serie. Inoltre Stewie parla di Una mamma per amica per suscitare invidia nei confronti di una sua amica.[41]
- Nel quinto episodio della prima stagione di Six Feet Under, Claire e Ruth guardano lo show.[42]
- Nel diciassettesimo episodio della quinta stagione di Scrubs, Turk e J.D. hanno una conversazione sulla serie: Turk: Mamma e figlia, parlano tanto, ma dicono verità! J.D.: Sono talmente arrabbiato con Lorelai che non riesco nemmeno a parlare!
- In un episodio di Will & Grace, Jack parla con Karen riguardo a Stan: Jack: La odiamo ancora di più della figlia "so tutto io" di Gilmore Girls![43]
- Nell'episodio 2 della prima stagione di Greek - La confraternita, Cappie dice: Come cavolo hanno potuto cancellare Gilmore Girls?!
- Nell'episodio 15 della terza stagione di Veronica Mars:[44] Wallace: Che c'è? Veronica: Sto cercando di capire che ragazza Gilmore ti rispecchia di più.
- Nell'episodio 18 della seconda stagione di Supernatural, i due protagonisti visitano per caso il set di Una mamma per amica a Hollywood. Jared Padalecki, che in Supernatural interpreta Sam, ha fatto parte del cast di Una mamma per amica per cinque anni. Si può sentire infatti la ragazza che accompagna i ragazzi sul trenino dire: "Qui a destra c'è Stars Hollow, il set della serie televisiva Una mamma per amica... e... se siamo fortunati, potremmo anche incontrare uno dei protagonisti!"[45]
- Nell'episodio 16 della seconda stagione di Gossip Girl, Blair guarda il telefilm tutta la notte ed afferma di essere molto più portata per Yale di Rory.[44]
- Nel secondo episodio della quarta stagione della serie Ugly Betty, Wilhelmina Slater e sua figlia affermano di aver guardato tutta la sera il telefilm Gilmore Girls, di invidiare la parlantina delle protagoniste e di aver riso tutto il tempo.
- Nel terzo episodio della prima stagione di Younger, dopo aver ottenuto il lavoro, la co-protagonista, dopo aver bevuto, urla al fidanzato di tornare a casa a guardarsi gli episodi di Gilmore Girls, per poi guardare l'amica (protagonista) Liza e confessare di adorare «quella serie». L'attrice che interpreta Liza ha una piccola parte (la protagonista del musical) in Gilmore Girls: a year in the life.
- Nel sesto episodio della prima stagione di Degrassi: Next Class, Grace scopre che la madre aveva fatto da comparsa sul set di Gilmore Girls, e realizza con una foto di avere elementi in comune con il personaggio di Christopher. Così si reca con un'amica su un set, e parla con l'attore di Gilmore Girls, che in seguito a una chiamata annuncia il rinnovo della serie per un'ottava stagione prodotta da Netflix, ma contemporaneamente rivela di non essere il padre della ragazza.

## DVD
| Stagione         | Data di uscita    | Numero di Dischi | Lingue                                           |
| ---------------- | ----------------- | ---------------- | ------------------------------------------------ |
| Prima stagione   | 15 febbraio 2006  | 6                | Inglese; Italiano; Francese                      |
| Seconda stagione | 12 aprile 2006    | 6                | Inglese; Italiano; Ungherese                     |
| Terza stagione   | 12 aprile 2006    | 6                | Inglese; Italiano; Ungherese                     |
| Quarta stagione  | 14 giugno 2006    | 6                | Inglese; Italiano; Ungherese                     |
| Quinta stagione  | 13 settembre 2006 | 6                | Inglese; Italiano; Francese                      |
| Sesta stagione   | 22 aprile 2008    | 6                | Inglese; Italiano; Spagnolo                      |
| Settima stagione | 15 febbraio 2009  | 6                | Inglese; Italiano; Francese; Spagnolo; Ungherese |